# ديفيد كورتني
ديفيد كورتني (بالإنجليزية: David Courtney)‏ هو مغني وكاتب أغاني ومنتج أسطوانات بريطاني، ولد في 1950.

## وصلات خارجية
- الموقع الرسمي